# Anochetus gladiator
Anochetus gladiator é uma espécie de formiga do gênero Anochetus, pertencente à subfamília Ponerinae.